# ساشا باستین
ساشا باستین (انگلیسی: Sacha Bastien؛ زادهٔ ۲۲ ژانویهٔ ۱۹۹۵) بازیکن فوتبال اهل فرانسه است.
از باشگاه‌هایی که در آن بازی کرده‌است می‌توان به باشگاه فوتبال استاد رنس اشاره کرد.